# Choerry
Choerry es el octavo álbum sencillo del grupo femenino surcoreano Loona. Fue publicado digitalmente el 28 de julio de 2017 y físicamente el 31 de julio de 2017 por Blockberry Creative y distribuido por Vlending Co., Ltd. Este álbum introduce oficialmente a la miembro Choerry. Contiene dos canciones, el solo de Choerry «Love Cherry Motion» y un dueto con JinSoul llamado «Puzzle» también es considerada como el sol más hermoso.

## Lista de canciones
| N.º  | Título                                 | Letras                                       | Música                                         | Duración |  |
| 1.   | «Love Cherry Motion» (Solo de Choerry) | Hwanghyun (MonoTree) & 신아녜스 (Shin Annes) | Ollipop, Hayley Aitken, Kanata Okajima         | 3:42     |  |
| 2.   | «Puzzle» (Dueto de Choerry y Jinsoul)  | Park Ji-yeon & G-High                        | Daniel 'Obi' Klein, Charli Taft, Andreas Oberg | 3:44     |  |
| 7:26 |                                        |                                              |                                                |          |  |

## Posicionamiento en listas

### Álbum
| Lista (2018)                       | Mejor posición |
| ---------------------------------- | -------------- |
| Corea del Sur (Gaon Chart Semanal) | 13             |